# 極大トーラス
コンパクトリー群の数学的理論において特別な役割はトーラス部分群によって、とくに極大トーラス (maximal torus) 部分群によって果たされる。
コンパクトリー群 G のトーラス (torus) とは G のコンパクト連結可換部分リー群（したがって標準的なトーラス Tn に同型）である。極大トーラス (maximal torus) はそのような部分群の中で極大なものである。すなわち、T を含む任意のトーラス T′ に対して T = T′ が成り立つとき T は極大トーラスである。どんなトーラスもある極大トーラスに含まれている。これは単純に次元を考えることによってわかる。非コンパクトリー群は非自明なトーラスを持つとは限らない（例えば Rn は持たない）。
G の極大トーラスの次元を G の階数 (rank) と呼ぶ。すべての極大トーラスは共役であることが分かるから階数は well-defined である。半単純群に対しては階数は付随するディンキン図形のノードの個数に等しい。

## 例
ユニタリ群 U(n) は極大トーラスとしてすべての対角行列からなる部分群を持つ。つまり、
{\displaystyle T=\left\{\mathrm {diag} (e^{i\theta _{1}},e^{i\theta _{2}},\dots ,e^{i\theta _{n}}):\forall j,\theta _{j}\in \mathbb {R} \right\}.}
T は明らかに n 個の円の直積に同型であり、ユニタリ群 U(n) は階数 n を持つ。特殊ユニタリ群 SU(n) ⊂ U(n) の極大トーラスはちょうど T と SU(n) の共通部分であり、次元 n − 1 のトーラスである。
特殊直交群 SO(2n) の極大トーラス（の1つ）はどの2つも互いに直交する2次元平面 n 個の同時的回転すべてからなる集合によって与えられる。これは作用は余った方向を固定するとして群 SO(2n+1) の極大トーラスでもある。したがって SO(2n) と SO(2n+1) はどちらも階数 n を持つ。例えば、回転群 SO(3) において、極大トーラスはある固定した軸のまわりの回転たちによって与えられる。
シンプレクティック群 Sp(n) は階数 n を持つ。極大トーラスは成分がすべて H のある固定された複素部分代数にあるようなすべての対角行列からなる集合によって与えられる。

## 性質
G をコンパクト連結リー群とし、{\displaystyle {\mathfrak {g}}} を G のリー代数とする。
- G の極大トーラスは極大可換部分群であるが、逆は必ずしも成り立たない。
- G の極大トーラス全体はちょうど {\displaystyle {\mathfrak {g}}} の極大可換な対角的に作用する部分代数に対応するリー部分群全体である（cf. カルタン部分代数）
- G の極大トーラス T が与えられると、すべての元 g ∈ G は T の元と共役である。
- 極大トーラスの共役は極大トーラスであるから、G のどの元もある極大トーラスに属している。
- G のすべての極大トーラスは共役である。したがって、極大トーラス全体は G の部分群の中でただ1つの共役類をなす。
- すべての極大トーラスの次元は等しいことが従う。この次元は G の階数である。
- G の次元が n で階数が r であれば、n − r は偶数である。

## ワイル群
（極大とは限らない）トーラス T が与えられると、T に関する G のワイル群を T の中心化群を法とした T の正規化群として定義できる。すなわち、{\displaystyle W(T,G):=N_{G}(T)/C_{G}(T).} G の極大トーラス {\displaystyle T=T_{0}} を1つ固定する。すると、対応するワイル群は G のワイル群と呼ばれる（同型の違いを除いて T の取り方には依らない）。G の表現論は本質的に T と W によって決定される。
- ワイル群は（外部（英語版））自己同型によって T （およびそのリー代数）上作用する。
- G における T の中心化群は T に等しく、したがってワイル群は N(T)/T に等しい。
- T の正規化群の単位元成分（英語版）もまた T に等しい。したがってワイル群は N(T) のcomponent group（英語版）に等しい。
- T の正規化群は閉であり、したがってワイル群は有限である。
- T の2元が共役であることとそれらが W の元によって共役であることは同値である。すなわち、G の共役類はワイル軌道において T と交わる。
- G における共役類全体の空間は軌道空間 T/W に同相であり、f が共役作用の下で不変な G 上の連続関数であれば、ワイルの積分公式 (Weyl integration formula) が成り立つ：

{\displaystyle \displaystyle {\int _{G}f(g)\,dg=|W|^{-1}\int _{T}f(t)|\Delta (t)|^{2}\,dt,}}
ただし Δ はワイルの分母公式によって与えられる。